# Thérèse-Adèle Husson
Pour les articles homonymes, voir Husson.
Thérèse Adèle Husson (1803-1831) est une femme de lettres aveugle française.

## Biographie
Née en 1803 dans une famille de classe moyenne, Thérèse Adèle Husson est devenue aveugle à l'âge de neuf mois des suites de la petite vérole. Le premier février 1826, elle épouse Pierre-François-Victor Foucault, un musicien et mécanicien, ancien élève de l'Institut royal des jeunes aveugles et inventeur de la première machine à imprimer du braille, le raphigraphe,. Le couple a deux filles. Thérèse-Adèle Husson meurt à Paris le 30 mars 1831 du fait des brûlures causées par l'incendie de son appartement insalubre.

## Ouvrages
Elle est l'autrice d'une dizaine de romans pour la jeunesse, principalement orientés vers l'éducation catholique, par exemple La Juive convertie, ou le triomphe du christianisme, en 1827.
Elle est surtout connue pour les mémoires qu'elle dicte à au moins deux scribes différents puis adresse au directeur de l'hospice des Quinze-Vingts en 1825. Selon l'historienne Zina Weygand, qui l'a redécouvert dans les archives de cet établissement, il s'agit du premier ouvrage en langue française écrit par une personne privée de la vue et traitant des relations entre les aveugles et la société, le fait qu'il est l'œuvre d'une femme le rendant par ailleurs encore plus remarquable.
Thérèse-Adèle Husson parle notamment dans cet ouvrage des sentiments des femmes aveugles, et de la sensorialité. Elle décrit par exemple l'importance de l'ouïe dans son expérience de vie.